# M2 107mm迫撃砲

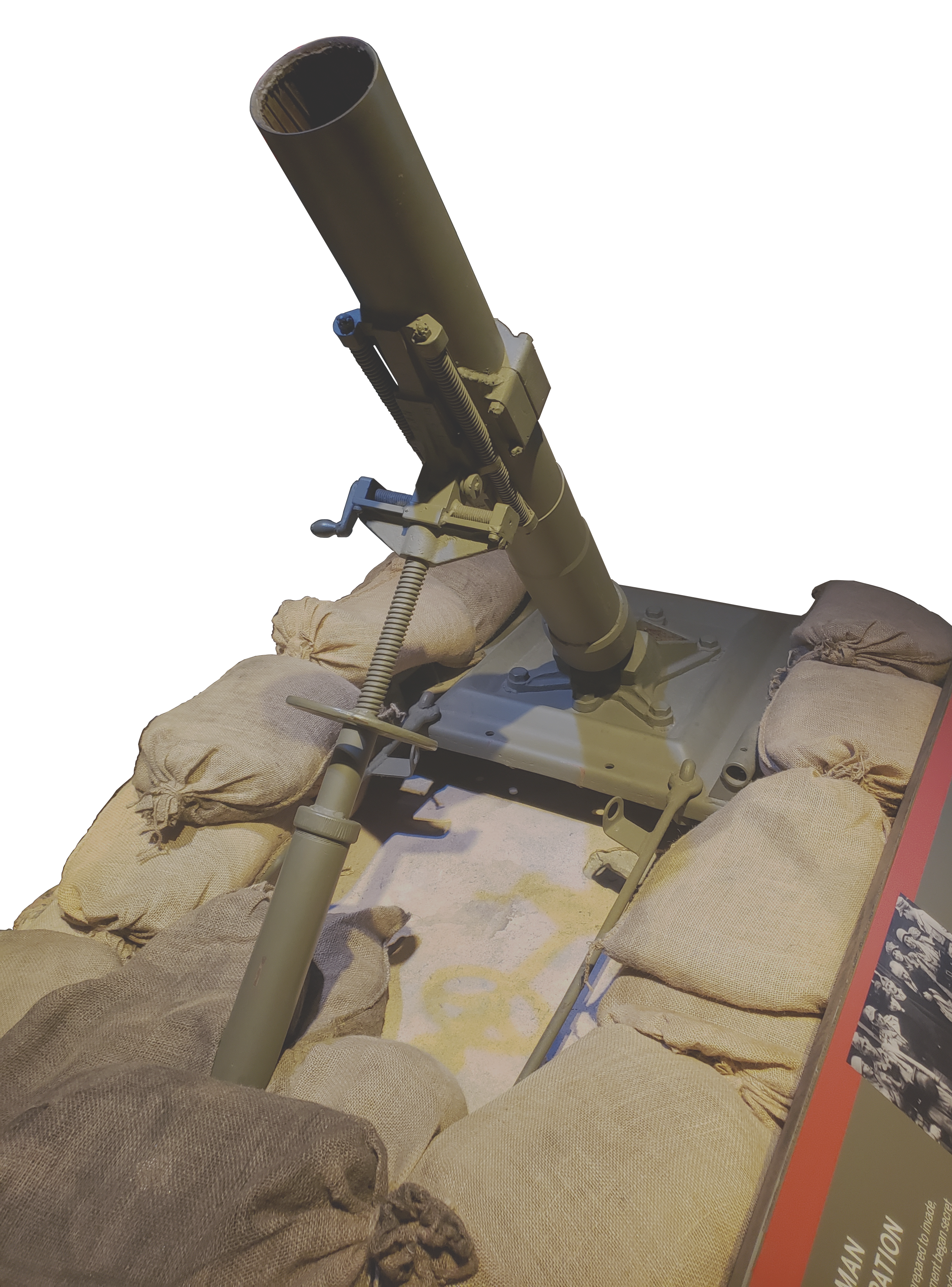
射撃設置状態で展示されるM2 107mm迫撃砲（※抜粋）

M2 107mm迫撃砲（エム2 107ミリはくげきほう、M2 4.2"（107mm）Mortar）は、アメリカ軍が第二次世界大戦より使用していた重迫撃砲である。

## 概要
アメリカ軍が1928年に採用したM1 107mm迫撃砲に射程を大幅に延伸する改良を行ったものである。砲身内部には迫撃砲としては珍しくライフリングがあるため、砲弾も後部に安定翼が無く榴弾砲用の砲弾と変わらない形状をしている。
移動にはM1A1という専用の荷車が用意されており、人力で運搬する事ができた。
陸上自衛隊でも107mm迫撃砲（初期には「4.2インチ迫撃砲」とも）として採用しており、普通科連隊の重迫撃砲中隊が運用していた。
本砲を自走化したものとしてT29 4.2インチ自走迫撃砲(4.2 Inch Mortar Carrier T29)およびT38 4.2インチ自走迫撃砲(4.2 inch Mortar Carrier T38)が開発されたが、いずれも試作のみで制式化はなされていない。陸上自衛隊では自走迫撃砲型を「60式自走107mm迫撃砲」の名称で開発し制式化している。

## 運用

### アメリカ軍
アメリカ軍では陸軍の各師団の隷下にある化学迫撃砲大隊に配備された。本来は化学兵器の投射を目的として編成された部隊であったためマスタードガスを充填した毒ガス弾も用意されていたが、同大隊が実戦で毒ガス弾を発射することは無く、専ら歩兵連隊（連隊戦闘団）へ榴弾による火力支援を提供する重迫撃砲大隊として運用された。
1943年のハスキー作戦（シチリア上陸作戦）が初の実戦投入となり、歩兵連隊の砲中隊に配備されていたM3 105mm榴弾砲と比較すると射程に劣るが榴弾火力で上回ったため高く評価された。朝鮮戦争中の1951年に後継のM30 107mm迫撃砲が制式採用されたが、朝鮮戦争が終わるまでは使用が続けられた。退役後は西側諸国に供与され、現在でも多くの国で現役である。

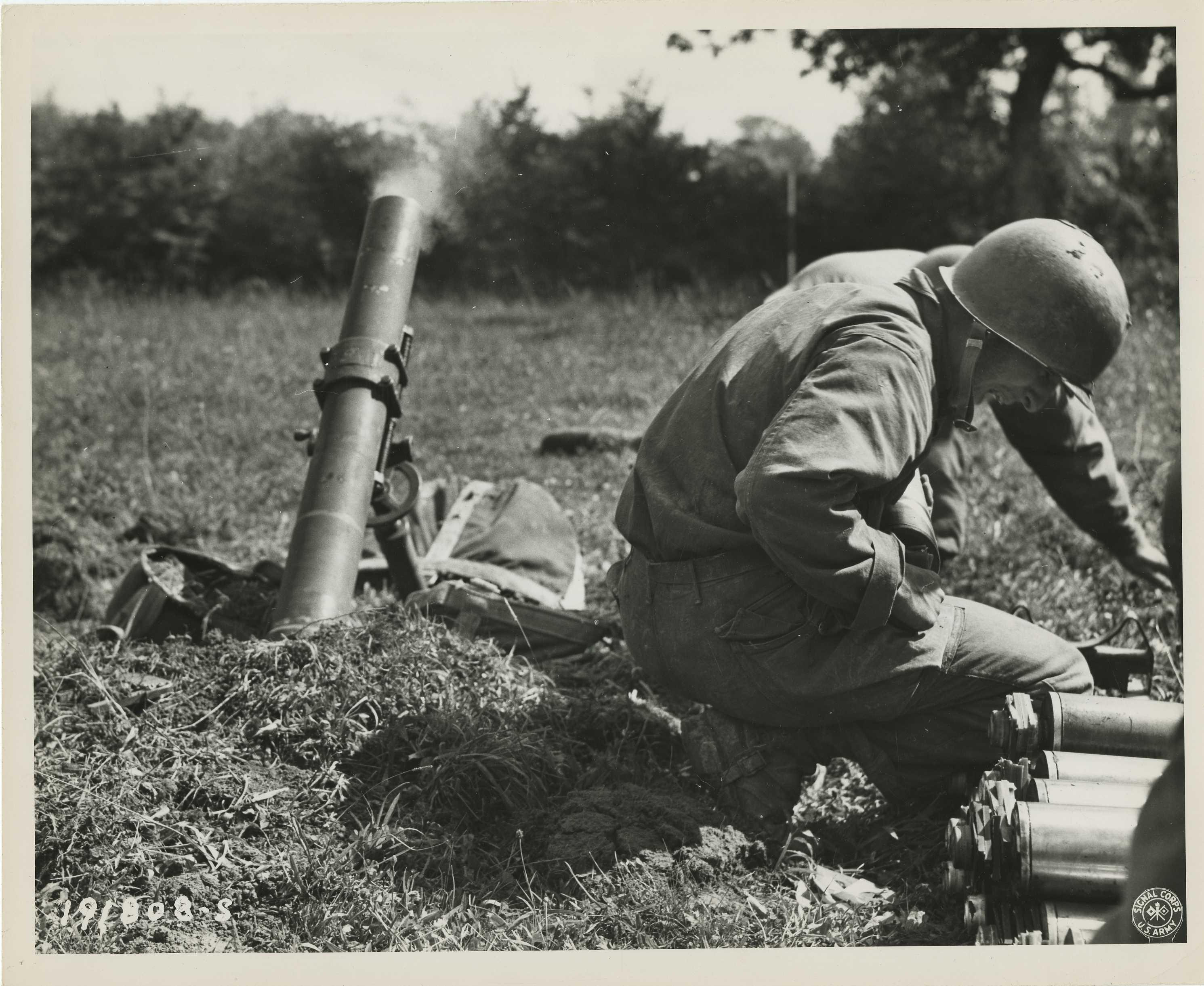
第二次世界大戦時にフランスにおける戦闘で使用されるM2 107mm迫撃砲 1944年7月26日撮影
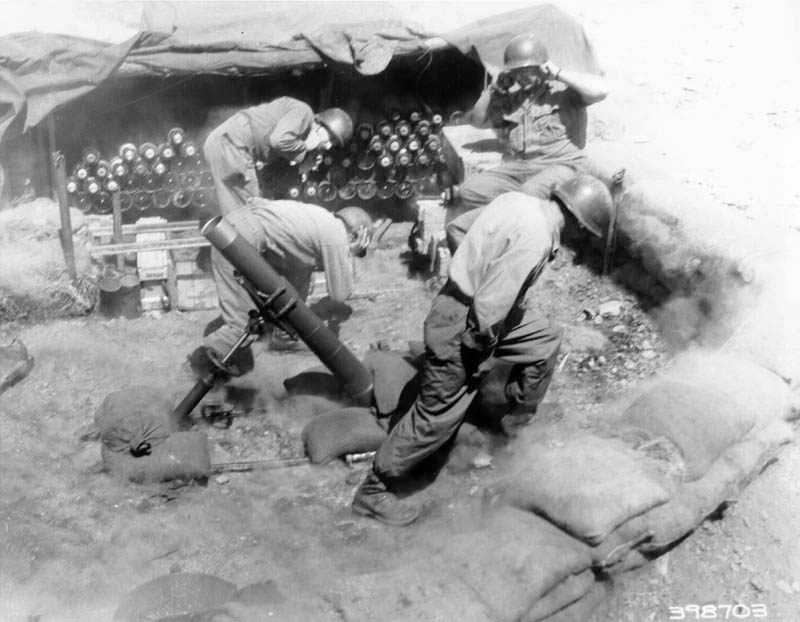
朝鮮戦争で使用されているM2 107mm迫撃砲 1952年5月5日撮影

### 陸上自衛隊
陸上自衛隊において107mm迫撃砲は、普通科連隊の重迫撃砲中隊に配備されて、連隊における主たる直掩火力として運用された。普通科連隊が保有する最大火砲であり、通常は、73式中型トラックに積載されて移動し、射撃時は卸下したのちに陣地に設置して使用された。また、陸自でも専用カートをM1A1運搬車として装備しており、迫撃砲本体155キロと砲弾や装備などを積載して、300キログラムにもなる荷物を人力で運搬した。しかしながら、その重量などから移動・展開が困難であったため、運用中の制限があった。
このことから、1992年（平成4年）度より、120mm迫撃砲 RTに更新されて退役を開始した。120mm迫撃砲 RTは、砲架に車輪が装着されていることから牽引が可能となり、機動性が向上したほか、射程や榴弾威力などの性能も全般に向上している。2010年（平成22年）度、第9師団、第11旅団および第1混成団の即応近代化師団/旅団への改編に伴って、隷下の普通科部隊が保有していた砲の更新を完了し、運用を終了した。

## 諸元・性能
諸元
- 種別: 迫撃砲
- 口径: 107mm
- 砲身長: 1,285mm
- 重量: 161kg
  - 砲身47.6kg
  - 底板77kg
- 砲員数: 6名
- 製作：豊和工業（ライセンス生産; 米軍供与分もあり）

性能
- 俯仰角: 45-60度
- 旋回角: 左右7度
- 最大射程: 500-4,000m
- 発射速度: 20発/分（最大）, 5発/分（持続）

砲弾・装薬
- 弾薬: 重量：11.3kg

| 弾種     |             |            |                         |             |           |
| 種類     | 型番        | 重量（kg） | 内容物                  | 初速（m/s） | 射程（m） |
| 榴弾     | HE M3 Shell | 11.11      | TNT, 3.64 kg            | 256         | 4,023     |
| 発煙弾   | WP M2 Shell | 11.57      | 白リン弾（WP）          | 250         | 3,932     |
| 化学兵器 | H M2 Shell  |            | HD, 2.7kg, or HT, 2.6kg |             |           |

## 自走砲型
アメリカ陸軍はM3 / M5軽戦車の車体を用いた自走迫撃砲を構想し、まずは81mm迫撃砲を搭載したT27(81 mm Mortar Carrier T27)を、次いでT27と同一の車体に本砲を搭載したT29(4.2 Inch Mortar Carrier T29)を開発した。
T29は1944年3月末に試作車が完成して試験が開催されたが、射撃時の反動によりエンジンの冷却系が損傷するという問題が発生し、また車内が狭く移動時の居住性や砲の操作性が悪い等の問題が指摘され、採用は1944年8月には却下されて開発計画は同年12月21日をもって終了した。
また、M24軽戦車の開発に伴い、同車の車体を用いて各種自走砲を開発する「ライト・コンバット・チーム」構想が立案されると、その一環として本砲を搭載した自走迫撃砲であるT38(4.2 inch Mortar Carrier T38)の開発が決定し、大戦終結後の1945年9月より開発作業が開始された。
T38は前述の構想で開発された自走砲であるT76 105mm自走榴弾砲と同一の車体を用いたものだが、T76が「M37 105mm自走榴弾砲」として制式化されたことに対し、T38は1950年の試験終了をもって開発が打ち切りとなり、試作車が製作されたのみである。

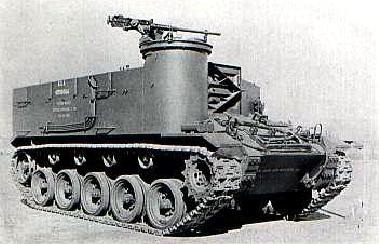
4.2 inch Mortar Carrier T38

陸上自衛隊でも60式装甲車の試作型の一つであるSU-II型を改設計して後部車体内に本砲を搭載したものとして「SX」の仮名称で自走迫撃砲型を開発し、「60式自走107mm迫撃砲」の名称で制式化した。同車は配備部隊が限られていたため少数生産に終わったが、1990年（平成2年）代半ばまで現役にあった。

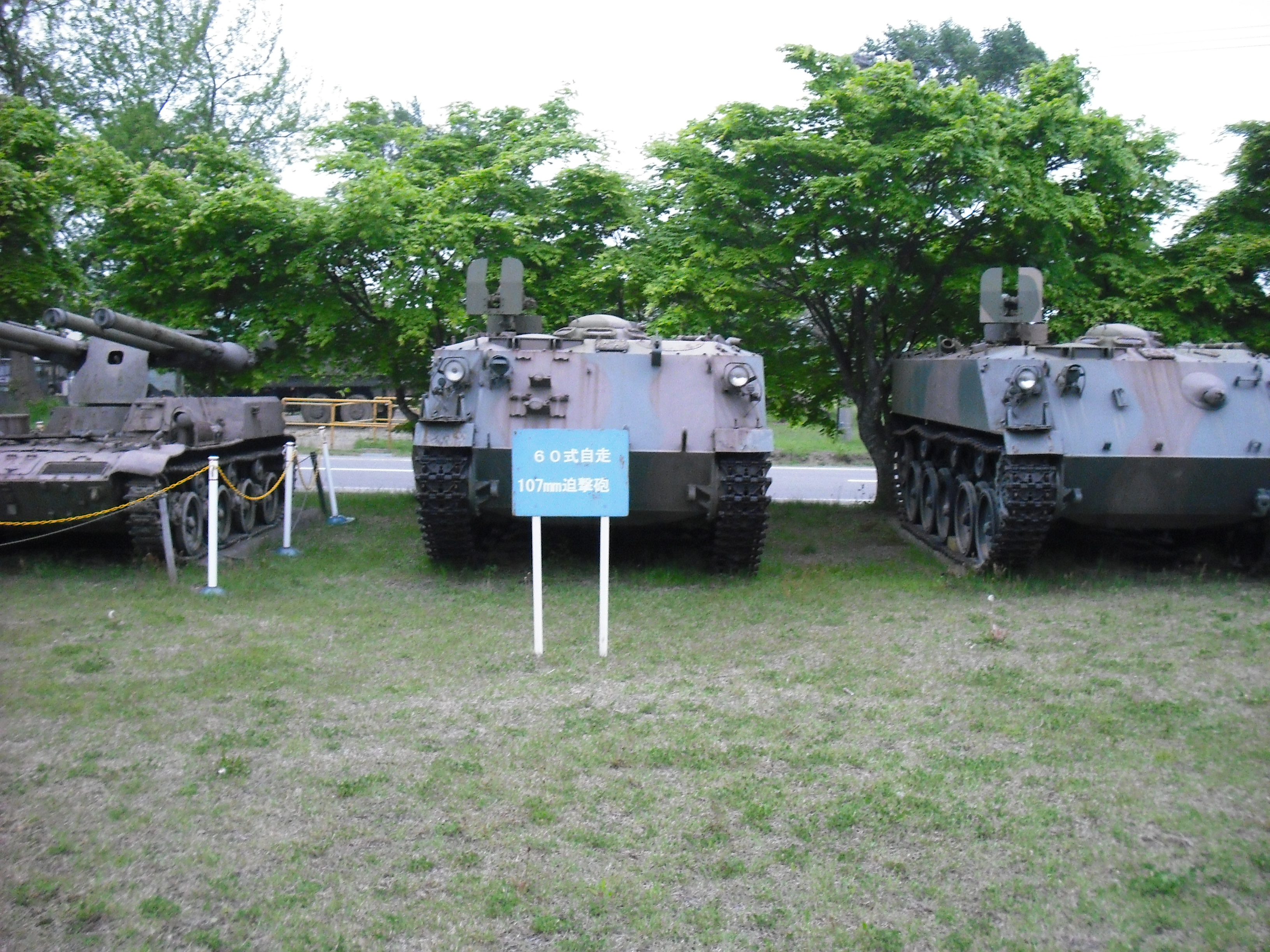
北海道千歳市の東千歳駐屯地内に保存されている車両 右隣りの車両は60式自走81mm迫撃砲

## 登場作品

### 映画
『宇宙戦争』
アメリカ海兵隊が、火星人の侵略兵器である「マーシャーン・ウォー・マシーン」に対して使用する。
アリゾナ州軍の全面協力により、撮影には実物が使用されている。
『地球防衛軍』
防衛隊の迫撃砲として登場。侵攻するモゲラに対して使用される。
陸上自衛隊の全面協力により、撮影には実物が使用されている。
『モスラ対ゴジラ』
陸上自衛隊のものが登場。ゴジラに対して行われる「A作戦」にて、ゴジラを人工雷発生装置が設置された区域へ追い込むために使用される。
映像は『地球防衛軍』から流用したものを使用している。